# 李卓皓
李卓皓（英語：Choh Hao Li，1913年4月21日—1987年11月28日），广东广州人，原籍广东番禺，生物学家。

## 生平
1933年毕业于金陵大学生物系。1935年移居美国，1938在柏克萊加州大學获化學博士学位。后执教于加州大学，並於1949年升任生物化學教授。柏克萊分校於1950年為他成立了世界知名的荷爾蒙研究實驗室，此實驗室後來在1967年遷移至加州大學舊金山分校。至1983年退休為止，李博士領導該實驗室長達33年的時間。此後直到1987年11月28日逝世之前，他仍於舊金山分校內所設分子內分泌學研究室繼續進行研究。
1987年11月28日在美國柏克萊离世。

## 科學成就
腦下垂體的九種荷爾蒙中，有八種是由李卓皓首先發現並分離。他於1971年成功合成人體生長荷爾蒙（生長激素），為當時人工合成的最大蛋白質，並為醫藥科學研究帶來重大突破與貢獻。腦下垂體位於人腦底部中央位置，此微小腺體分泌的荷爾蒙能控制人體幾乎所有的功能，並與癌症、風溼性關節炎、過敏及多種代謝疾病相關。李博士與許多專家合作，將荷爾蒙運用在多種疾病的治療。他於1976年發現β—腦內啡，這是一種由大腦分泌具止痛功能的物質。李卓皓共計發表了1100多篇研究論文，擔任許多科學期刊與書籍系列的編輯。
许多世界著名的荷尔蒙蛋白化学及内分泌领域的科学家都是李卓皓的学生。他曾经取得多项重大成就，包括在世界上首次发现并合成了人体生长激素、首次发现β-腦內啡（beta-endorphin）， 首次发现并提取类胰岛素生长因子。
1940年，李博士從羊的腦下腺體成功純化出黃體生成刺激素，整個過程包括磨碎數以千計的腦下腺，萃取出該荷爾蒙，然後在分子層次上鑑定它的化學及生物學上的特性。
時至今日，已知腦下腺前葉可分泌出九種不同的荷爾蒙。其中八種是由李博士和他的研究小組最先完成分離與鑑定工作。這九種荷爾蒙可依其化學特性及生物活性的相似程度而分成三類。
第一類包括腎上腺皮質刺激素、黑色素細胞刺激素及溶脂激素。

1953年，李博士係第一個分離並純化出腎上腺皮質刺激素的人。

1964年，李博士和他的研究小組發現並分離出溶脂激素 (Lipotropin)，並於1965年決定出它的結構。

1975年，李博士等人在尋找駱駝腦下腺內的β溶脂激素時發現β腦內啡，隔年又分離出人類的β腦內啡，在決定它的結構後以人工大量合成，以便研究它的生物活性。
第二類的腦下腺前葉荷爾蒙包括濾泡成熟刺激素及黃體生成刺激素。二者協同作用控制生殖機能。在雄性體內，這二種荷爾蒙是睪九製造精子及分泌雄性激素所必需的；而在雌性體內，這二種荷爾蒙又是卵巢排卵及分泌雌性激素（動情激素）及黃體酮所必須。至於甲狀腺刺激素，也是化學特性上屬於這類的賀爾蒙，控制甲狀腺分泌甲狀腺素。

1974年間，李博士和他的研究小組決定了人類黃體生成刺激素及甲狀腺刺激素的整個胺基酸序列。
第三類前葉荷爾蒙包括生長激素和泌乳激素。泌乳激素是乳腺生長，發育及分泌乳汁所必須。

1944年，李博士第一個從牛的腦下腺分離出生長激素，由於牛的荷爾蒙使用在人體並沒有效果，促使李博士進一步去尋找人類腦下腺的生長激素。

1969年，李博士等人首先決定了羊的泌乳激素之完整一級結構。

1956年，李博士發表報告，成功地從人類及猴子的腦下腺分離出生長激素並決定其特性，並且證明人類的生長激素可以有效地促使垂體機能不全的年輕患者再生長。

1970年，李博士合成出具有人類生長激素活性的蛋白質。

## 獎項
李卓皓曾经被两度提名为诺贝尔医学奖候选人，获得众多荣誉奖项，包括基礎醫學研究拉斯克獎。
長久以來，李卓皓除了被公認是腦下腺荷爾蒙研究的領導人，對於荷爾蒙及生長因子的知識有極重要的貢獻外，也將蛋白質化學的領域大大地向前挺進。他所有的研究成果在臨床應用上皆有直接的影響力——尤其是生長與生育的方面。據估計，他前後與超過三百個人合作過。同時他贏得了25個以上的榮譽。包括：

1947年獲得美國內分泌學會Ciba獎

1951獲得美國化學學會獎

1955年獲得美國藝術科學研究院Amory獎

1962年獲得美國第一位Albert Lasker基礎醫學研究獎

1970年獲得美國醫學協會科學成就獎

1971年獲得美國癌症學會國家獎

1972年獲得美國骨外科醫師協會Andry獎

1977年獲得美國哲學學會Lewis獎

1979年獲得美國化學學會Nichols獎章

1981年獲得美國內分泌學會Fred Conrad Koch獎

而在1987，他又獲得第十屆美國胜肽研討會頒發 Alan E. Piere獎。
李卓皓不但被選為中研院的院士（1958），也被選為美國藝術科學研究的會員（1963），更是美國國家科學研究院的院士（1973），智利科學研究院的外籍院士（1978）及印度國家科學研究院的外籍會員（1984）。
有十所大學贈予他榮譽博士，包括：智利天主教大學醫學榮譽博士、香港中文人學法學榮譽博士、美國太平洋大學理學榮譽博士、Manquette大學理學榮譽博士、聖彼得學院理學榮譽博士、瑞典Uppsala大學理學榮譽博士、及美國舊金山大學、長島大學、科羅拉多大學、賓夕凡尼亞醫學院等之理學榮譽博士。除了學術研究工作以外，他選身兼過十餘種科學期刊的編輯，也主持過各地大大小小國際會議，擔任許多國家研究單位的學術諮詢委員。他的一生可以說是完全的奉獻於學術研究。

## 設立中研院生化所
李卓皓在美國和在國際上雖然享有崇高的學術地位，但對國內的研究工作始終關注，他對國內生化界特別是對臺灣蛋白質研究的起步與發展有極大的貢獻。1958年春天，他接受胡適的建議，在中基會資助下第一次回國講學。在台灣大學擔任了三個星期系列專題課程，介紹了剛發展的蛋白質化學新技術及他的腦下腺技術研究之最新成果。當時臺灣學術界僅知道蛋白質研究正在國外急速的發展，而一位旅美學人已有極特出的成就。因此他親自在國人面前介紹第一手的知識的這一行爲對國內的科學家有吸引和鼓舞的正面效果。他認為蛋白質化學應為將來生化界以及生物科學界研究的根基，決定要協助國內設置專供蛋白質研究的機構。為培育人才，他親自提供獎助金而遴選並說服已在臺灣定居之學者在他研究所或其他研究單位進修。1972年，李博士認為一切開辦研究所之條件已具備，在中研院、國科會、教育部及臺灣大學的全力支持下，創辦了中央研究院生物化學研究所 （页面存档备份，存于）及臺灣大學生化科學研究所 （页面存档备份，存于）；這二個研究所均設置於臺灣大學校區內（現中央研究院生物化學研究所已遷址於中研院院區內），主要構想是使專業研究機構與大學密切結合，以達到相輔相成之功能。李博士一直親自擔任首席諮詢委員，對兩所的合作、發展以及國際間交流，提供最切實的建議。今天兩所的成就與地位與他的行爲有很大關係。而國內具有蛋白質化學的基礎貢獻與生物技術或遺傳工程的發展，也是由他帶來的。

## 外部連結
- 中央研究院 生物化學研究所 （页面存档备份，存于）
- 國立台灣大學生命科學院 生化科學研究所 （页面存档备份，存于）
- 李卓皓 逝世院士一覽表 中央研究院 （页面存档备份，存于）
- Choh Hao Li Papers （页面存档备份，存于） – University of California, San Francisco Library, Archives and Special Collections
- Biography and chronology （页面存档备份，存于）
- History of UCSF biography （页面存档备份，存于）
- Short biography
- National Academy of Sciences Biographical Memoir （页面存档备份，存于）